# Хилотлан-де-лос-Долорес
Хилотла́н-де-лос-Доло́рес (исп. Jilotlán de los Dolores) — посёлок в Мексике, в штате Халиско, входит в состав одноименного муниципалитета и является его административным центром. Численность населения, по данным переписи 2020 года, составила 1639 человек.

## Общие сведения
Название Jilotlán с языка науатль можно перевести как: место молодой кукурузы.
В доиспаский период в регионе проживали несколько коренных племён.
В 1523 году регион был покорён Франсиско Кортесом, а в 1532 году Эрнан Кортес приказал основать поселение Сан-Мигель-де-Хилотлан, куда переселили аборигенов из ближайших деревень.
К 1820 году частые набеги повстанцев заставили местных жителей жестоко расправиться с нападавшими. Это привело к тому, что нападавшие убили практически всех жителей поселения. К 1832 году поселение полностью опустело, а административные учреждения было решено перенести в другое место, которое называлось Долорес, где теперь и расположен современный Хилотлан-де-лос-Долорес, а старое поселение получило название Пуэбло-Вьехо.
Хилотлан-де-лос-Долорес расположен в 220 км к югу от столицы штата, города Гвадалахара.

## Население
| Год  | Численность | Численность |
| ---- | ----------- | ----------- |
| 2000 | 1491        | [ 7 ]       |
| 2010 | 1519        | [ 8 ]       |
| 2020 | 1639        | [ 9 ]       |